# Abulwalid Merwan ibn Dschanach
Abulwalid Merwan ibn Dschanach (geboren um 990 in Córdoba; gestorben vor 1050 in Saragossa) war ein in Spanien wirkender hebräischer Grammatiker und Lexikograf und gilt als der bedeutendste jüdische Sprachwissenschaftler des Mittelalters. Er schrieb auf Arabisch.
Ibn Dschanach studierte in Lucena, nach eigenen Angaben bei Isaak ben Levi und Isaak ibn Gikatilla, und kehrte anschließend nach Córdoba zurück, wo er den Beruf des Arztes erlernte und sein Leben lang ausübte. Hier studierte er die Werke von Jehuda Chajjudsch, dessen System der dreibuchstabigen Wurzeln er in seinem Werk Kitāb al-Mustalhaq (hebr. Sefer ha-Hassagah, „Buch der Kritik“) ausführlich kritisierte. Der arabische Historiker Ibn Abī Usaibiʿa erwähnt in seiner Ärztebiographie ʿUyūn al-anbāʾ fī ṭabaqāt al-aṭibbāʾ („Quellen der Nachrichten der Ärztegenerationen“) Ibn Dschanachs ausführliche Kenntnisse der arabischen und hebräischen Philologie und nennt ihn als Autor einer heute nicht mehr vorhandenen medizinischen Abhandlung. Nachdem Córdoba im Jahre 1012 durch die Berber belagert wurde, verließ Ibn Dschanach die Stadt und ließ sich nach langen Wanderungen in Saragossa nieder, wo er bis zu seinem Tode lebte. 
Als sein wichtigstes Werk gilt sein letztes: Kitāb al-Tanqīh („Buch der genauen Untersuchung“), das von Jehuda ibn Tibbon unter dem Titel Sefer ha-Dikduk („Grammatikbuch“) übersetzt wurde. Dies ist die erste vollständig erhaltene Abhandlung über hebräische Philologie. Das Werk ist zweiteilig. Der erste Teil ist eine hebräische Grammatik namens Kitāb al-Luma („Buch der bunten Blumenbeete“) bzw. hebräisch Sefer ha-Rikmah („Buch der Spitzen“). Der zweite Teil heißt Kitāb al-Usul bzw. Sefer ha-Schoraschim („Buch der Wurzeln“) und ist ein vollständiges Wörterbuch des biblischen Hebräisch mit arabischer Übersetzung, alphabetisch nach Wurzeln geordnet. 
Ab dem 11. Jahrhundert wurde Ibn Dschanach zu einer oft erwähnten Autorität im Bereich der hebräischen Philologie. Zahlreiche mittelalterliche Autoren zitieren ihn, darunter Schmuel ha-Nagid, mit dem er eine schriftliche Kontroverse führte, Moses und Abraham ibn Esra, Joseph Kimchi, Maimonides und andere. Raschi und seine Schüler scheinen hingegen Ibn Dschanach und seinen Vorgänger Jehuda Chajjudsch nicht gekannt zu haben.